# Cazevieille
Cazevieille (okzitanisch: Casavièlha) ist eine französische Gemeinde mit 228 Einwohnern (Stand: 1. Januar 2022) im Département Hérault in der Region Okzitanien (vor 2016: Languedoc-Roussillon). Sie gehört zum Arrondissement Lodève und zum Kanton Saint-Gély-du-Fesc.

## Geographie
Die Gemeinde Cazevieille liegt in den südlichsten Ausläufern der Cevennen, etwa 18 Kilometer nordnordwestlich von Montpellier und grenzt an Mas-de-Londres im Westen und Norden, an Valflaunès im Nordosten, an Saint-Jean-de-Cuculles im Osten, an Les Matelles im Süden sowie an Viols-en-Laval im Südwesten.
Der höchste Punkt im Gemeindegebiet ist der 658 m hohe Pic Saint-Loup.

## Bevölkerungsentwicklung
| Jahr                       | 1962 | 1968 | 1975 | 1982 | 1990 | 1999 | 2010 | 2020 |
| Einwohner                  | 31   | 26   | 24   | 58   | 105  | 118  | 184  | 230  |
| Quellen: Cassini und INSEE |      |      |      |      |      |      |      |      |

## Sehenswürdigkeiten
- Dolmen de la Limite und Dolmen Grand Juyan de Roubiac
- Kirche L’Invention de Saint-Étienne (Kirche der Auffindung [der Gebeine] des St. Stephanus)
- Kirche Saint-Étienne im Ortsteil La Figarède
- Kapelle Saint-Joseph  auf dem Pic Saint-Loup
- Turmruine über Cazevieille

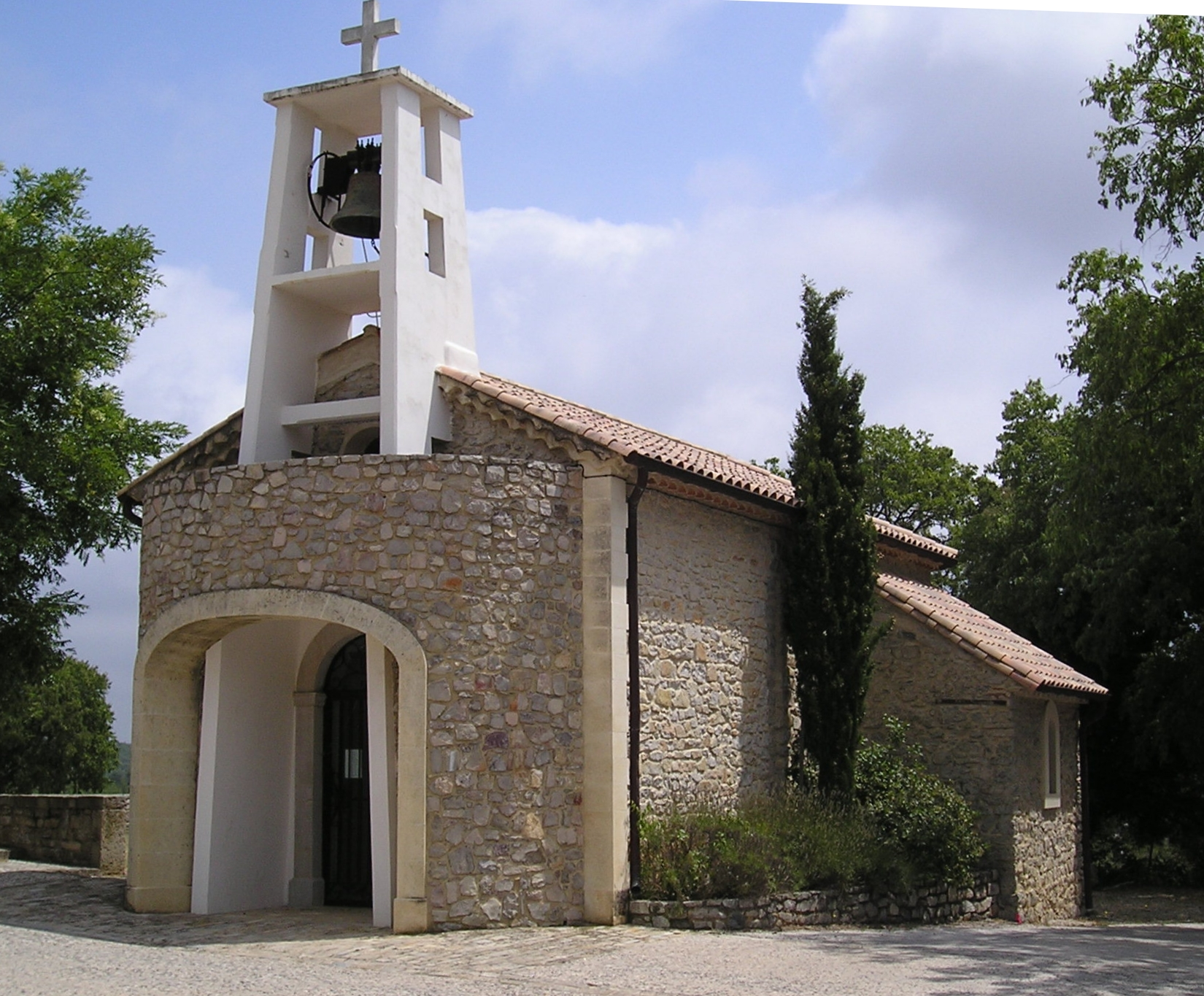
Kirche L’Invention de Saint-Étienne
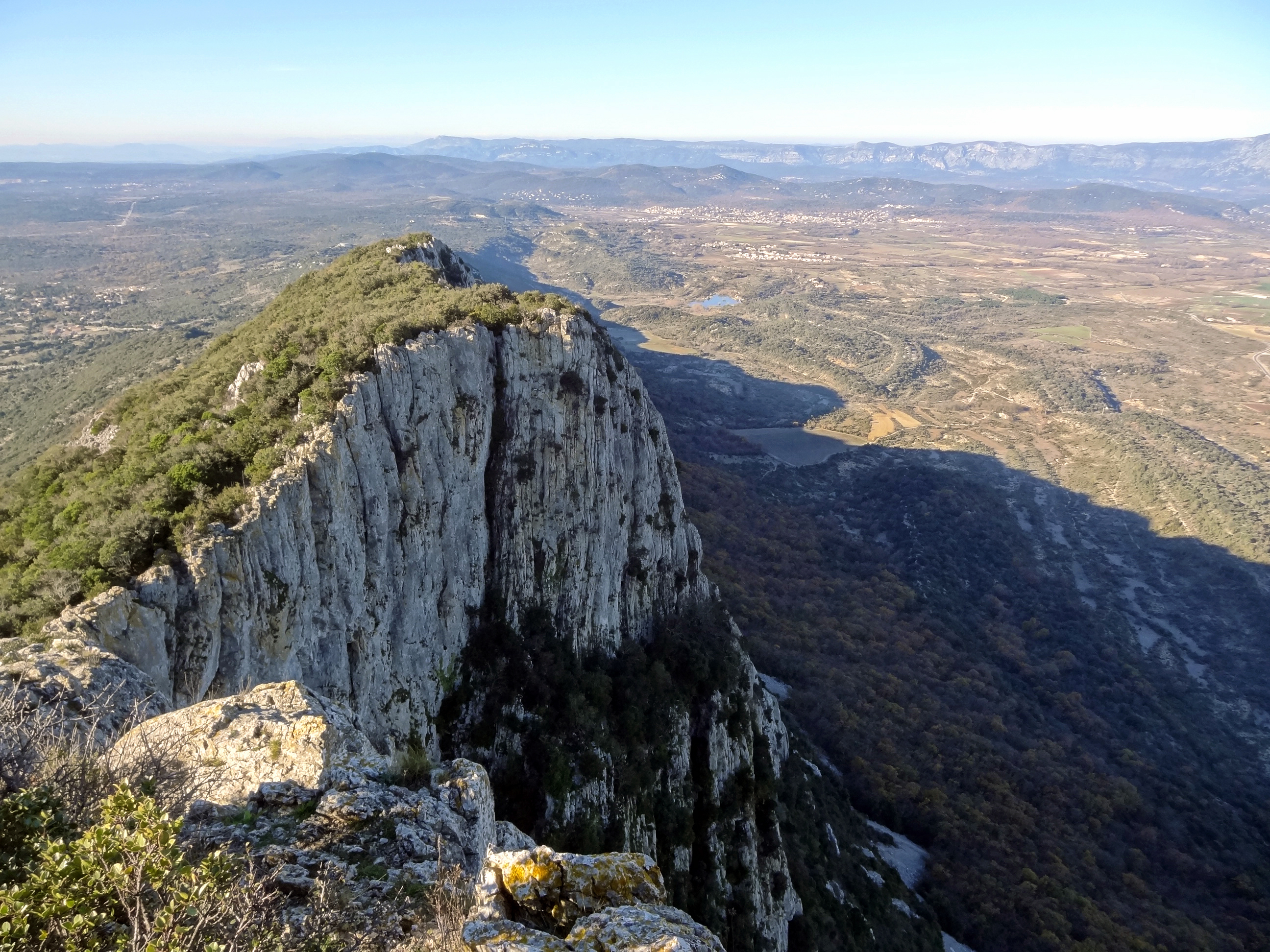
Pic Saint-Loup
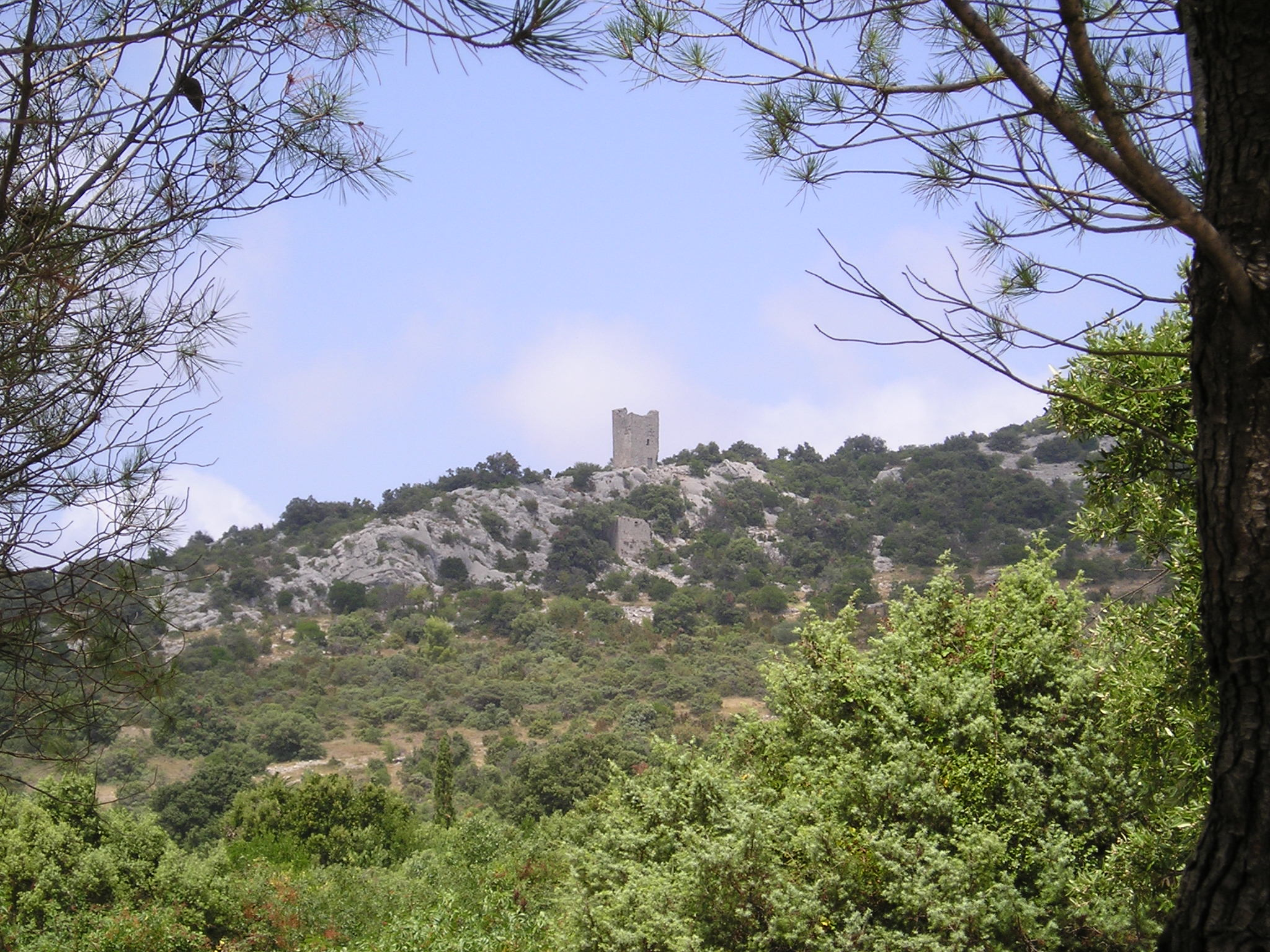
Turmruine